# Московский (Таджикистан)
Московский (тадж. Маскав) — посёлок городского типа в Хатлонской области Таджикистана, административный центр района Хамадани.
Статус посёлка городского типа присвоен в 1965 году. По данным БСЭ, в посёлке имелись консервный, хлопкоочистительный, асфальтный и кирпичный заводы; строился завод железобетонных конструкций.

## Население
| 1970 | 1979   | 1989   | 2013   | 2015   | 2019   | 2020   | 2021   | 2022   |
| ---- | ------ | ------ | ------ | ------ | ------ | ------ | ------ | ------ |
| 8857 | 12 111 | 16 756 | 22 100 | 22 500 | 23 100 | 23 300 | 23 800 | 24 200 |